# 西湖体育馆

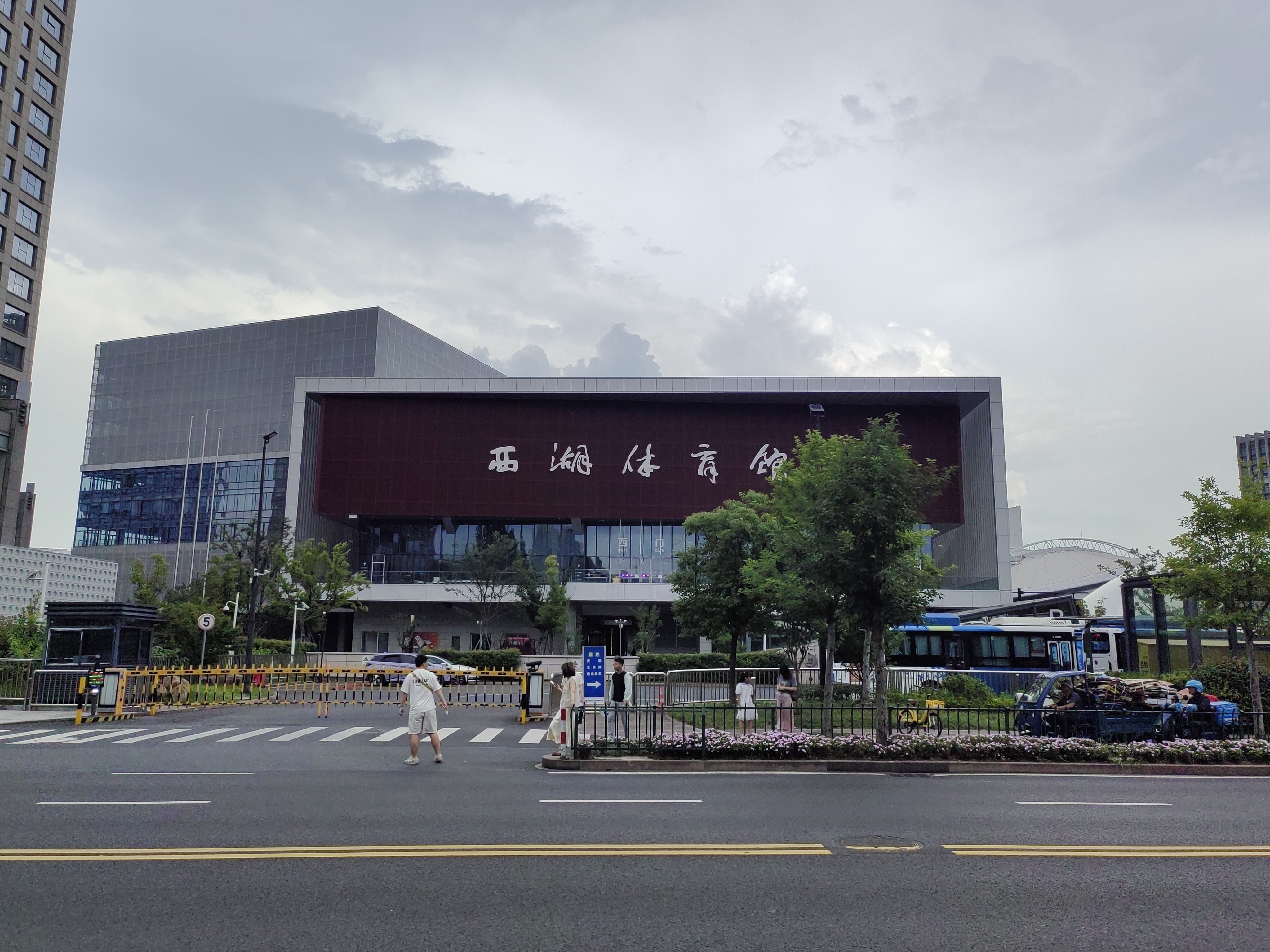
西湖體育館

西湖体育馆位于杭州市西湖区玉古路172号，毗邻黄龙体育中心和浙大玉泉校区。

## 简介
体育馆占地面积41亩，建筑面积9512平米，一层为溜冰场，二层为体育馆。拥有2500个座位（观众席2280座），总投资5000万元。可举办篮球、排球、羽毛球 （页面存档备份，存于）、乒乓球、体操、武术等多项活动的训练和比赛。也可作为西湖区各种大型会议、文艺活动的举办地。